# 思南讀書會
思南讀書會是中華人民共和國上海市的一個讀書交流活動，首次思南讀書會活動於2014年2月15日舉行。思南讀書會會在不同地點舉辦。2019年，思南讀書會在德國法蘭克福舉辦，這是思南讀書會首次在中華人民共和國以外的地方舉辦。